# Dicrotendipes quaturodecimpunctatus
Dicrotendipes quaturodecimpunctatus är en tvåvingeart som först beskrevs av Maurice Emile Marie Goetghebuer 1936.  Dicrotendipes quaturodecimpunctatus ingår i släktet Dicrotendipes och familjen fjädermyggor. Inga underarter finns listade i Catalogue of Life.